# جوليان راثبون
جوليان راثبون (بالإنجليزية: Julian Rathbone)‏ (10 فبراير 1935، بلاكهيث في المملكة المتحدة - 28 فبراير 2008، هامبشير في المملكة المتحدة)؛ كاتب وروائي بريطاني.

## روابط خارجية
- جوليان راثبون على موقع IMDb (الإنجليزية)